# Wojciech Lutelmowski
Wojciech Edward Lutelmowski właściwe Luttelmann (ur. 6 stycznia 1946 w Puszczykowie k. Poznania, zm. 24 września 2019 w Zielonej Górze) – pułkownik Wojska Polskiego, doktor nauk wojskowych.

## Życiorys
Syn Urszuli i Edwarda Luttelmanna. W 1996 obronił rozprawę doktorską pt. Obrona powietrzna okręgu wojskowego na Wydziale Strategiczno-Obronnym Akademii Obrony Narodowej. Wieloletni oficer Ministerstwa Obrony Narodowej i Biura Bezpieczeństwa Narodowego. W tym ostatnim zajmował stanowiska: zastępcy dyrektora Departamentu Zwierzchnictwa Prezydenta RP nad Siłami Zbrojnymi, wicedyrektora departamentu i do 2006 roku dyrektora gabinetu szefa BBN.
W 2001 został odznaczony Krzyżem Kawalerskim Orderu Odrodzenia Polski.